# Zelený pochod
Zelený pochod (arabsky المسيرة الخضراء‎, v tamazightu ⵜⴰⵡⴰⴷⴰ ⵜⴰⵣⴳⵣⴰⵡⵜ [tawada tazegzawt]) byl velký mírový pochod z Maroka do Španělské Sahary zahájený 6. listopadu 1975 marockým králem Hasanem II. s cílem získat toto území, které považoval za historickou součást marocké Sahary. Zúčastnilo se ho zhruba 350 000 Maročanů včetně příslušníků marockých ozbrojených sil v přibližném počtu 20 000 mužů. Pochod byl reakcí na stanovisko Mezinárodního soudního dvora vydané na žádost Hasana II., které částečné uznalo historické závazky loajality místních kmenů k marockému sultánovi, ale zamítlo, že by tyto vazby představovaly ztrátu jejich suverenity, a uznalo právo na sebeurčení.

## Okolnosti

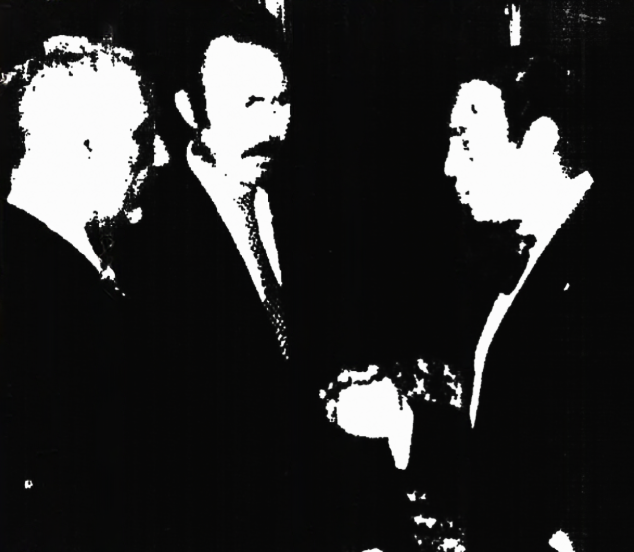
Mauritánský prezident Moktar Ould Daddah, alžírský prezident Houari Boumédiène a marocký král Hasan II. během summitu o španělské Sahaře v roce 1973 v Agádíru

Maroko nárokovalo území Španělské Sahary od získání nezávislosti v roce 1956. Rabat prohlašoval, že Španělská Sahara a Mauritánie jsou součástí „Velkého Maroka“, a Mauritánii z tohoto požadavku vyjmul až v roce 1969. Z Mauritánské strany vznášel na uzemí nároky prezident Moktar Ould Daddah a prohlásil je součástí „Velké Mauretánie“.
V roce 1967 Španělsko v reakci na rostoucí mezinárodní tlak v zásadě souhlasilo s uspořádáním referenda v Západní Sahaře o budoucím statusu tohoto území. Samotná realizace se však zpozdila. V roce 1973 bylo založeno západosaharské osvobozenecké hnutí Polisario, které zahájilo ozbrojený boj proti španělské koloniální moci. V témže roce nabídla Frankova vláda kmenovému shromáždění zákon o autonomii. Cílem španělské politiky bylo udržet si co největší vliv na Západní Saharu a zabránit připojení k Maroku, a tak bylo v srpnu 1974 oznámeno, že Španělsko uspořádá v roce 1975 referendum o sebeurčení. Hasan II. se postavil proti jakémukoli referendu, které by mohlo vést k nezávislosti území. Kromě diplomatického úsilí pak Maroko přesunulo jednotky do pohraniční oblasti se Západní Saharou. Španělsko také zvýšilo svou vojenskou přítomnost, a to jak na pevnině, tak na nedalekých Kanárských ostrovech. Pravděpodobně již během arabského summitu v Rabatu v říjnu 1974 dosáhly Maroko a Mauritánie tajné dohody, podle níž měla být Západní Sahara rozdělena mezi oba státy. Političtí pozorovatelé se domnívají, že v tomto období bylo také rozhodnuto o obsazení oblasti silou, pokud to bude nutné. Z podnětu Maroka a Mauritánie přijala Organizace spojených národů rezoluci č. 3292, v níž požádala Mezinárodní soudní dvůr o vydání poradního stanoviska. Španělsko bylo požádáno, aby referendum odložilo. Na marocké domácí scéně byla vláda a Hasan II. kvůli otázce Západní Sahary pod značným tlakem. Opozice krále obviňovala z přílišné váhavosti a kritizovala nedostatek iniciativy a ochoty bojovat.

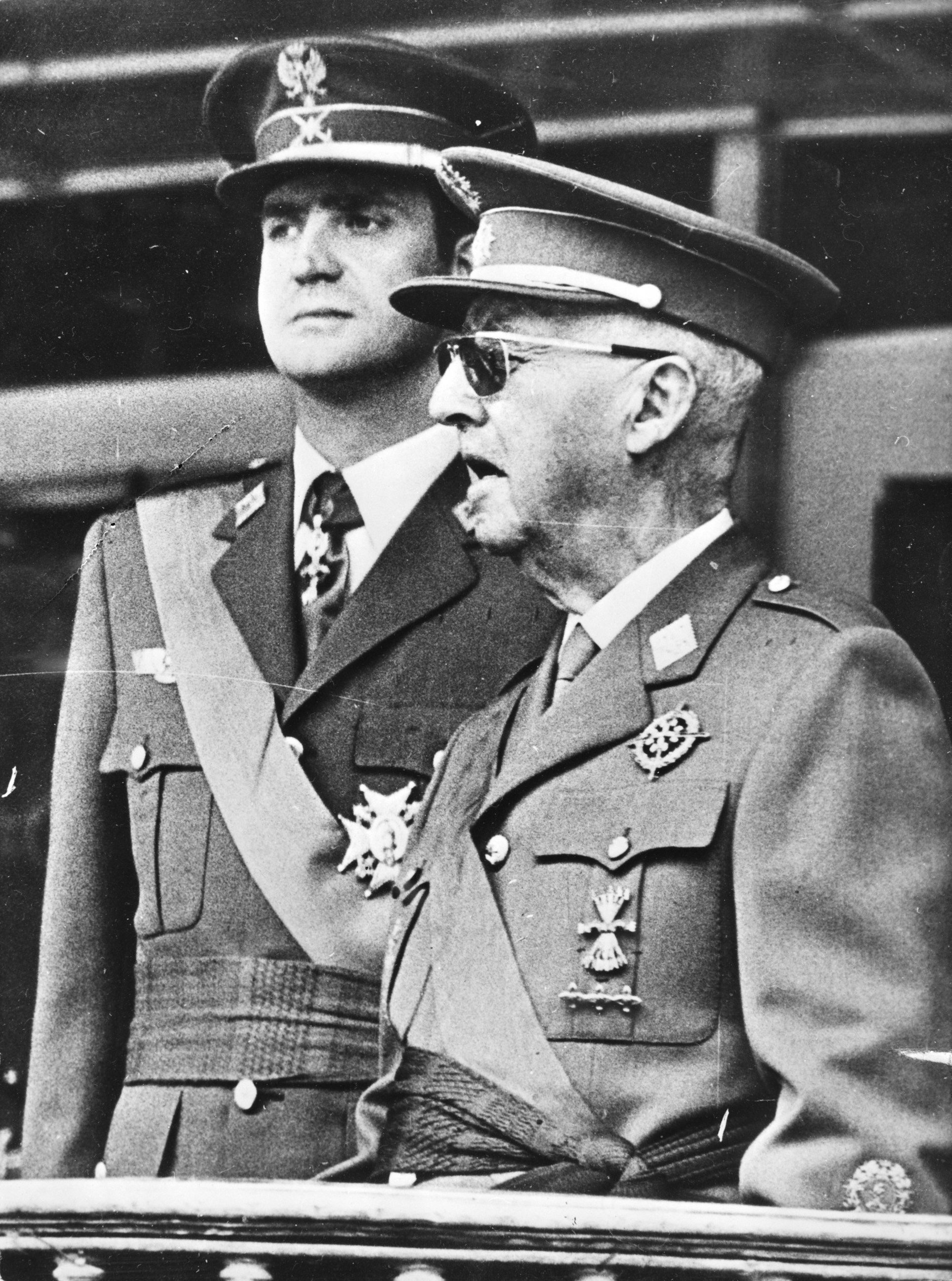
Princ Juan Carlos a Franco 25. října 1975

Španělsko přestalo od léta 1975 bránit jednotkám Polisario ve volném pohybu po území. Dne 16. října 1975 vydal Mezinárodní soudní dvůr své stanovisko: uznal, že území Západní Sahary nebylo terra nullius před kolonizací Španělskem a že mělo právní vazby oddanosti s Marokem a mauritánským společenstvím. Nenalezl však žádný závazek ohledné jakékoli územní suverenity a došel k závěru, že tyto vazby by neměly bránit uplatnění principu sebeurčení prostřednictvím svobodného a autentického projevu vůle obyvatel území.
Okolnosti byly od konce října také poznamenány agónií generála Franca, který 30. října 1975 přenesl své pravomoci prozatímní hlavy státu na Juana Carlose.
Podle deníku Orient XXI Hasan II. a Alexandre de Marenches, ředitel francouzské služby pro vnější dokumentaci a kontrašpionáž (SDECE), mohli uvažovat o zeleném pochodu jako o prostředku mobilizace marockého lidu kolem svého panovníka. To by také králi umožnilo zbavit se části marocké armády vnímané jako potenciální hrozba.
Podle Jacoba Mundyho z Le Monde Diplomatique několik dní před pochodem, 31. října, pronikl oddíl marockých ozbrojených sil pod velením Ahmeda Dlimiho na daleký severovýchod území, aby překazil možnou protiofenzívu z Alžírska. Obsadil lokality Farsia, Haousa a Idiriya. Podle marockého týdeníku Telquel byly jednotky skutečně přítomny od 31. října 1975, aby zajistily a obsadily  „několik strategických bodů“  a „podmanily si partyzány nedávno zřízené fronty Polisario“.

## Pochod

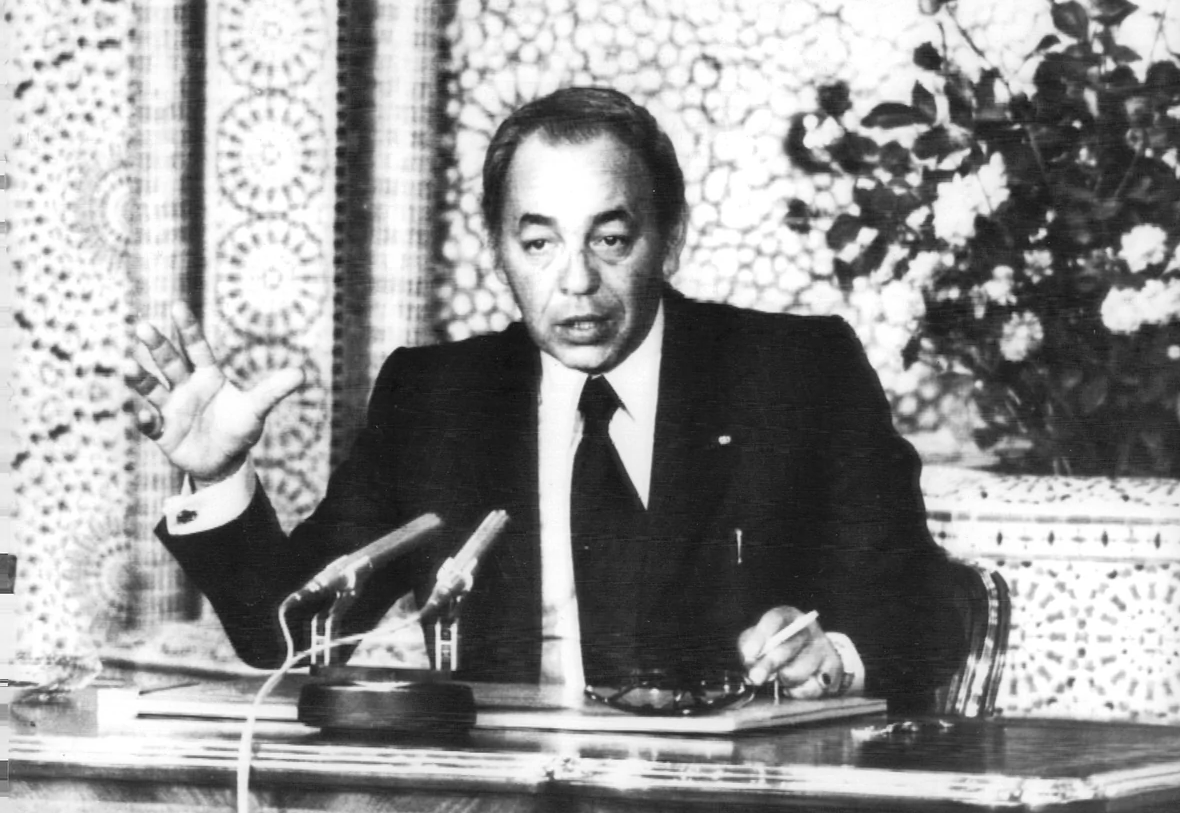
Král Hasan II. během svého prvního projevu k Zelenému pochodu

Zelený pochod byl odvážným krokem Hasana II., kterým zvrátil nepříznivé okolnosti a obnovil politický tlak na obnovení suverenity Maroka nad Západní Saharou. Po zveřejnění stanoviska Mezinárodního soudního dvora během několika hodin oznámil Maročanům, že jeho závěr vyznívá ve prospěch Maroka, přičemž se odvolal na islámské právo, a že je čas zmocnit se území mírovým pochodem. Pochodem chtěl ukázat odhodlání své země dobýt zpět „jižní území“ a donutit Španělsko, aby si vybralo mezi přímým vyjednáváním o cesi a konfrontací s neozbrojenými civilisty, čímž by vyvolalo válku o území, o které už nestálo. Fyzickým obsazením území se také snažil na místě čelit frontě Polisario a odradit Alžírsko od zásahu.

### Příprava

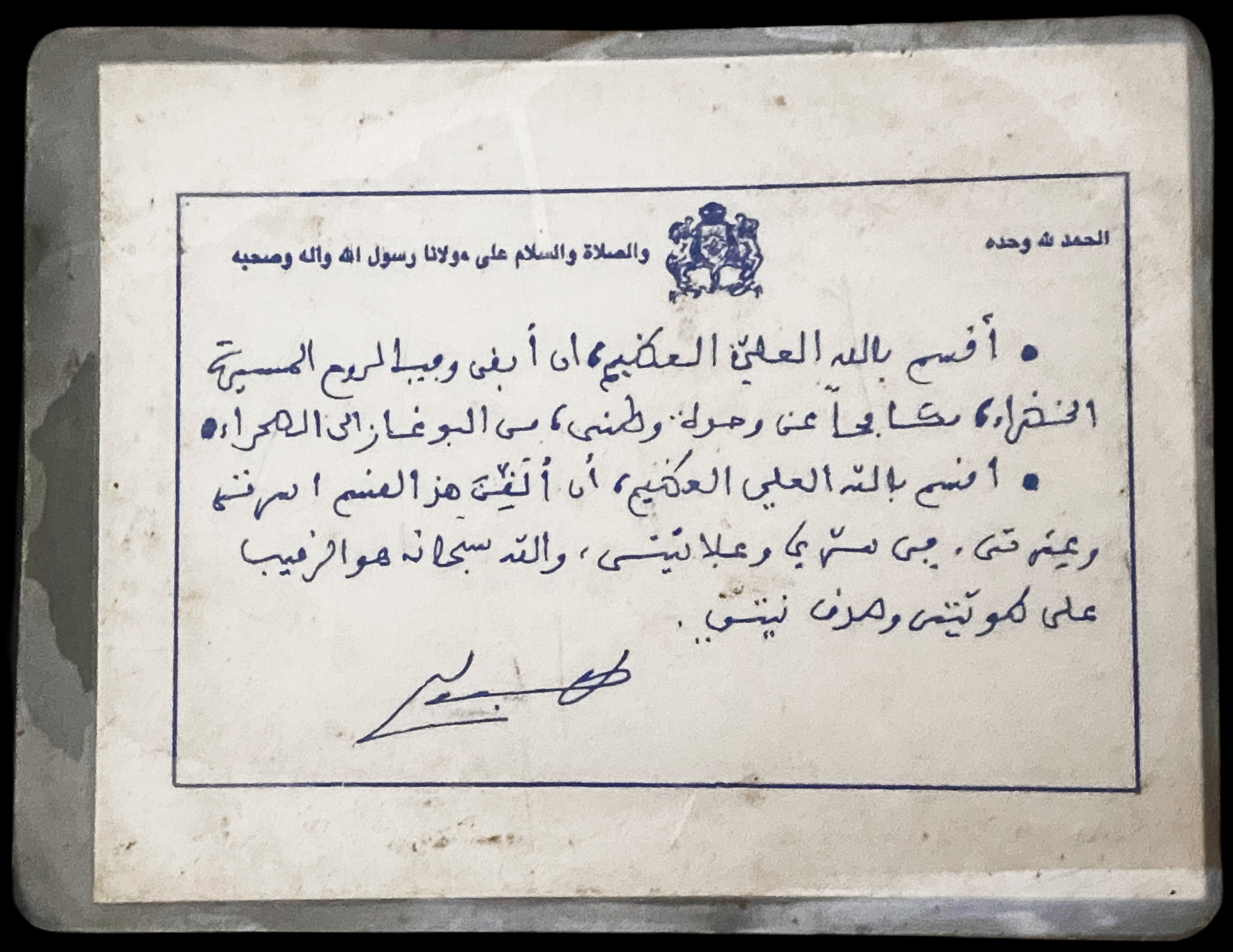
Přísaha Hasana II. k zelenému pochodu na kartičce předávané dobrovolníkům: Přísahám při Alláhu Všemohoucímu, že zůstanu věrný duchu Zeleného pochodu a budu bojovat za jednotu svého národa v saharské úžině. Přísahám při Alláhu Všemohoucímu Všemocnému, že budu učit tuto přísahu svoji rodinu a svoje potomky a učiním z toho vyznání víry. Kéž Alláh Všemocný dosvědčí upřímnost mých citů a úmyslů.

Plán pochodu vzešel od samotného Hasana II. a marocká vláda se na něj připravovala asi dva měsíce v nejpřísnějším utajení. Podle něj se mělo shromáždit poblíž hranic se španělskou Saharou u města Tarfaja v jižním Maroku 350 000 neozbrojených lidí. V čele s králem měl pochod vyrazit přes hranici a během 15 dnů dorazit do Al-´Ajúnu, hlavního města Západní Sahary vzdáleného přibližně 160 kilometrů, a dosáhnout tak uznání marockého nároku. Všechny marocké provincie byly vyzvány, aby vyslaly účastníky v předem stanoveném počtu. Začátek pochodu byl naplánován na 24. října 1975. Byla zřízena střediska pro nábor účastníků, které speciálně pověření lidé verbovali po celém státě, dokonce i v těch nejmenších vesnicích. Po pouhých třech dnech náborové kanceláře zaregistrovaly 524 000 uchazečů. Marocké zdroje dokonce hovoří o 695 902 registrovaných osobách. Vysoký počet registrovaných osob byl přičítán kromě určitého tlaku ze strany orgánů veřejné moci také národní euforii, která v zemi vyvolala. Velký počet lidí, kteří byli k dispozici, umožňoval úřadům určitý výběr. Studenti tak byli zcela vyloučeni. Městské obyvatelstvo, které bylo považováno za méně loajální ke králi, bylo ve srovnání s venkovským obyvatelstvem zastoupeno výrazně méně. Z odhadovaných 350 000 účastníků bylo 42 500 marockých státních zaměstnanců a asi 50 000 žen.
Mezinárodní společenství bylo tímto neobvyklým oznámením překvapeno. Státy Ligy arabských států hodnotily situaci odlišně. Jedenáct z dvaceti členských států, včetně Egypta a Saúdské Arábie, projekt uvítalo a v některých případech nabídlo podporu, zatímco sedm členů, včetně Sýrie a Iráku, nezaujalo jasné stanovisko. Projekt byl jednoznačně odmítnut Alžírskem a socialistickými zeměmi, zejména Sovětským svazem a NDR. USA a Francie se zdržely hlasování. Mauritánie toto oznámení uvítala, avšak nevyhověla žádosti Maroka, aby uskutečnila podobnou akci ze svého území.
Španělsko bylo tímto oznámením znepokojeno a obrátilo se na Radu bezpečnosti OSN. Po dvoudenním jednání přijala Rada dne 22. října rezoluci č. 377, která však neobsahovala žádná konkrétní opatření a pouze vyzvala generálního tajemníka OSN, aby vedl rozhovory se zúčastněnými stranami a předložil Radě bezpečnosti zprávu. Generál Franco, který byl již vážně nemocný, ale měl stále na starosti španělské záležitosti, vyslal do Rabatu José Solise Ruize, aby s Hasanem II. vyjednával. 24. října přijel do Madridu marocký ministr zahraničí Ahmed Laraki k dalším rozhovorům. Téhož dne Maroko oznámilo, že se pochod uskuteční až 28. října. Protože mezitím do Tarfaje dorazila první skupina 20 000 lidí z provincie Ksar-es-Súk, začalo Španělsko s evakuací civilního obyvatelstva z dotčených oblastí (Operación golondrina). Španělskými vyjednavači byli předseda vlády Carlos Arias Navarro a ministr zahraničí Pedro Cortina Mauri. Obsah rozhovorů byl tajný. Jednání byla pozastavena dne 26. října, kdy Laraki odcestoval na brífinky s Hasanem II. a mauritánským prezidentem Moktarem Ould Daddahem. V důsledku toho bylo dohodnuto další odložení začátku pochodu. Rozhovory byly obnoveny 28. října a účastnila se jich také delegace z Mauritánie, vrchní velitel marocké armády v jižním Maroku a předseda marocké fosfátové společnosti Office Chérifien des Phosphates Mohammed Karim Lamrani. Kvůli utajení nebyl zveřejněn obsah a výsledky jednání. Rychle se však rozšířily zvěsti o dohodě, že Španělsko vyhoví požadavku Maroka a postoupí mu Západní Saharu. Podle tajné marocko-mauritánské dohody bylo Maroko připraveno vzdát se jižní části Západní Sahary ve prospěch Mauritánie. Španělsku měly být poskytnuty hospodářské a strategické výhody. Aby si Maroko zachovalo tvář, bylo také dohodnuto, že ohlášený pochod může vstoupit do Západní Sahary, ale pouze na 48 hodin a s maximální hloubkou 10 km. Je sporné, zda to bylo skutečně dohodnuto, ale existují náznaky, že Španělsko nesouhlasilo s překročením hranic a že jeho strategií bylo oddělit nevyhnutelnou dekolonizaci Západní Sahary od tlaku na vyjednávání vyvolaného vyhlášením pochodu. Podle odtajněné tajné zprávy CIA princ Juan Carlos tvrdil, že Rabat a Madrid se již před tím dohodly, že maročtí demonstranti by měli vstoupit jen „pár kilometrů“ do Západní Sahary a že se zde zdrží jen po krátkou dobu. Princ měl dodat, že také povolil symbolické marocké delegaci vstoupit do hlavního města Al-´Ajún.
Ve stejném období se generální tajemník OSN Kurt Waldheim snažil najít způsob mírového řešení v souladu s rezolucí 377 a poukázal na něj ve zprávě pro Radu bezpečnosti OSN. Zpráva, která dala OSN klíčovou roli při hledání trvalého řešení, byla později označována jako Waldheimův plán. Alžírsko bylo znepokojeno tímto vývojem, trojstrannými rozhovory v Madridu a poněkud vyčkávacím postojem OSN. Protestovalo u španělské vlády a přesunulo vojáky na svoji hranici se Západní Saharou.
V této situaci se zdravotní stav generála Franca výrazně zhoršil. Princ Juan Carlos byl pověřen povinnostmi hlavy státu. Postoj Španělů se nyní výrazně změnil. Pokračování jednání plánované na 30. října bylo zrušeno. Juan Carlos překvapivě přijel do Al-´Ajúnu na návštěvu španělských vojáků a španělský velvyslanec při OSN Fernando Arias Salgado řekl 2. listopadu Radě bezpečnosti OSN, že Španělsko bude bránit hranici se Západní Saharou silou, pokud to bude nutné. Hnutí za nezávislost Západní Sahary Polisario vyzvalo Španělsko, aby splnilo svou povinnost ochranné mocnosti a v případě potřeby chránilo Západní Saharu před vpádem demonstrantů silou.
Maroko na tento vývoj událostí reagovalo rozsáhlými diplomatickými aktivitami. V Madridu například proběhly rozhovory mezi Ahmedem Osmanem a Juanem Carlosem a Ariasem Navarrem. Rozhovory byly neúspěšné a 3. listopadu byly přerušeny. Maroko také vyslalo zvláštní vyslance do Sovětského svazu a Alžírska. Maroku nebylo jasné, jak bude Španělsko reagovat na invazi účastníků Zeleného pochodu, a Hassan II. se zdráhal vydat rozkaz k odchodu. Zároveň rostly výdaje spojené se zabezpečením celé akce, které byl hrazeny nejen z marockého rozpočtu, ale také ze zahraniční, zejména ze Saúdské Arábie. Logistika přepravy tak velkého počtu lidí do velmi řídce osídlené pohraniční oblasti byla náročná: zvláštní vlaky vozily po několik týdnů účastníky do nejjižnějšího marockého nádraží v Marrákeši a dále do Tarfaje jejich převoz zajišťovaly autobusy, z nichž některé byly za tímto účelem dočasně konfiskovány. Do skladů v Tarfaji, Guelmimu a Tan-Tanu bylo navezeno 17 260 tun potravin a 23 000 tun vody. Celkem bylo k logistickému zabezpečení akce použito 7 813 nákladních automobilů a autobusů. Nezbytný benzín pro jejich provoz, celkem 2 590 tun, byl přepravován letadlem Hercules 130. V Tarfaji bylo postaveno na ploše 22 km² stanové městečko se 70 000 stany a zdravotní péči účastníků a četných zástupců mezinárodního tisku zabezpečovalo 470 lékařů a 230 sanitek. Účastníkům byly vypláceny denní příspěvky. Podle pozdějších marockých zdrojů činily celkové náklady na pochod 8 milionů britských liber, zatímco jiné odhady hovoří o 300 milionech amerických dolarů.
Přes neúspěšná vyjednáváni vstoupily 31. října 1975 marocké jednotky tajně do odlehlé severovýchodní Západní Sahary. Postupovaly na Farsii, Haúsu a Idiríju, které byly evakuovány španělskou armádou. Došlo ke střetům s jednotkami západosaharského osvobozeneckého hnutí Polisaro. Strategickým cílem této akce bylo zamezit přístupu jeho jednotek k místům plánovaného pochodu a také zbránit možné intervenci alžírských vojsk. Celkem Maroko rozmístilo dvanáct rot a 20 praporů pěchoty a dělostřelectva, tedy asi 8 000 až 12 000 mužů, poblíž hranic se Západní Saharou a Alžírskem. Kromě toho byly za obzvláště silné považovány marocké obrněné jednotky umístěné v Tan-Tanu. Na základě pozorované účasti asi 30 000 ozbrojených vojáků na pozdějším pochodu, který byl v rozporu s jeho oficiálním pokojným charakterem, vznikly spekulace, že neozbrojení účastníci sloužili pouze k zamaskování tohoto vpádu. Ve skutečnosti se však vojenské a policejní jednotky, které nezakrytě vstoupily do Západní Sahary s pochodem, omezily na udržování vnitřního pořádku.

### Průběh

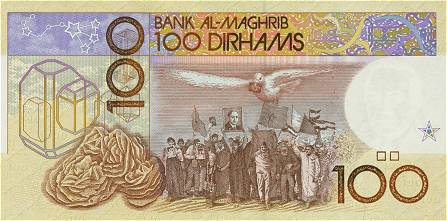
Bankovka 100 dirhamů s podobiznou krále Hasana II. připomínající Zelený pochod

Večer 5. listopadu oznámil Hasan II. v rozhlasovém projevu, že pochod bude zahájen nazítří. Stalo se tak, přestože o několik hodin dříve dal vojenský guvernér Španělské Sahary, generál Gómez de Salazar, na tiskové konferenci jasně najevo, že španělská armáda bude oblast bránit. Na otázku, zda existuje dohoda o toleranci pochodu k obranné linii v Západní Sahaře, Salazar řekl, že o takové dohodě neví. V noci z 5. na 6. listopadu zasedla Rada bezpečnosti OSN a marocký velvyslanec zde zopakoval, že pochod má pouze symbolickou funkci. Zástupci Španělska a Alžírska tento názor odmítli. Přestože byly marocké akce velmi kritizovány, Spojené státy a Francie uplatnily své právo veta a zabránily odsouzení invaze. Rada bezpečnosti tak pouze zmocnila svého předsedu Jakova Malika (Sovětský svaz), aby požádal Hasana II. o okamžité ukončení pochodu. Král odpověděl časně zrána, ale jen znovu zdůraznil, že pochod má pouze pokojný charakter.
Ve stanovém táboře probíhaly po celou noc rozsáhlé aktivity. Nákladní automobily přepravovaly účastníky pochodu na jih až k hranici vzdálené přes 36 km, takže se do 10 hodin u hraničního přechodu Tah shromáždily velké davy lidí. V 10:30 se vydala na jih první kolona 40 000 lidí. V čele průvodu šel marocký premiér Ahmed Osman a další členové kabinetu. Nad silnicí, na marockém území, byl vztyčen železný triumfální oblouk zdobený obrazem Hasana II. a marockými vlajkami, a když jím Osman procházel, řekl: „Půjdeme deset kilometrů a pak uvidíme.“ Osman pak sám otevřel závoru na hranici. Lidé v čele pochodu poklekli a otřeli si tváře půdou Západní Sahary. Za tímto čelem šly další známé marocké osobnosti a zahraniční účastníci. Byly neseny vlajky Gabonu, Jordánska, Kataru, Kuvajtu, Ománu, Saúdské Arábie a Súdánu. Dobrovolníci byli neozbrojeni, každý měl korán a státní vlajku. Následně se 20 000 účastníků z marockých provincií Warzazát a Ksar-es-Súk rozběhlo se zdviženým koránem směrem ke španělskému hraničnímu přechodu Tah, vzdálenému 800 metrů. Samotné stanoviště, které španělská policie vyklidila již o několik dní dříve, pochodující obcházeli, ale vztyčili tu marockou vlajku.
Ve 13:00 postoupilo čelo pochodu, široké již několik kilometrů, deset kilometrů hluboko do západosaharského území, aniž by narazilo na odpor. Neustále nad ním kroužila letadla a vrtulníky, včetně čtyř španělských. Kolem 13:30 se pochodující kolona zastavila dvanáct kilometrů jižně od Tahu a jen pár metrů od vesnice Dawra. Byla zde španělská obranná linie. Podél obranné linie zřídili pochodující odpočinkové zóny v šířce čtyř kilometrů a v nich strávilo noc asi 40 až 50 tisíc účastníků. Během ní se skupina asi 2 000 lidí pokusila prolomit španělské obranné linie, ale jednotky marockého četnictva jim v tom násilím zabránily.
Zatímco pochodující kolona nadále stála před Dawrou a přicházeli další pochodující, byly učiněny pokusy vyřešit situaci diplomatickou cestou. V reakci na marockou iniciativu ze dne 6. listopadu v 18:00 Španělsko uvedlo, že je ochotno obnovit jednání o statusu území pouze v případě, že se pochodové kolony stáhnou ze Západní Sahary. Maroko souhlasilo pod podmínkou, že Španělsko okamžitě vyšle do Agádíru vyjednávací delegaci a že Waldheimův plán, který stále připravovala OSN, nebude hrát v jednáních žádnou roli. Španělsko souhlasilo a okamžitě vyslalo do Agádíru ministra Antonia Carro Martíneze. Rada bezpečnosti OSN se znovu sešla 6. listopadu a dokázala se dohodnout na poněkud jasnější rezoluci č. 380, ve které se konstatuje, že v rozporu s předchozí žádostí Maroko v pochodu pokračovalo.

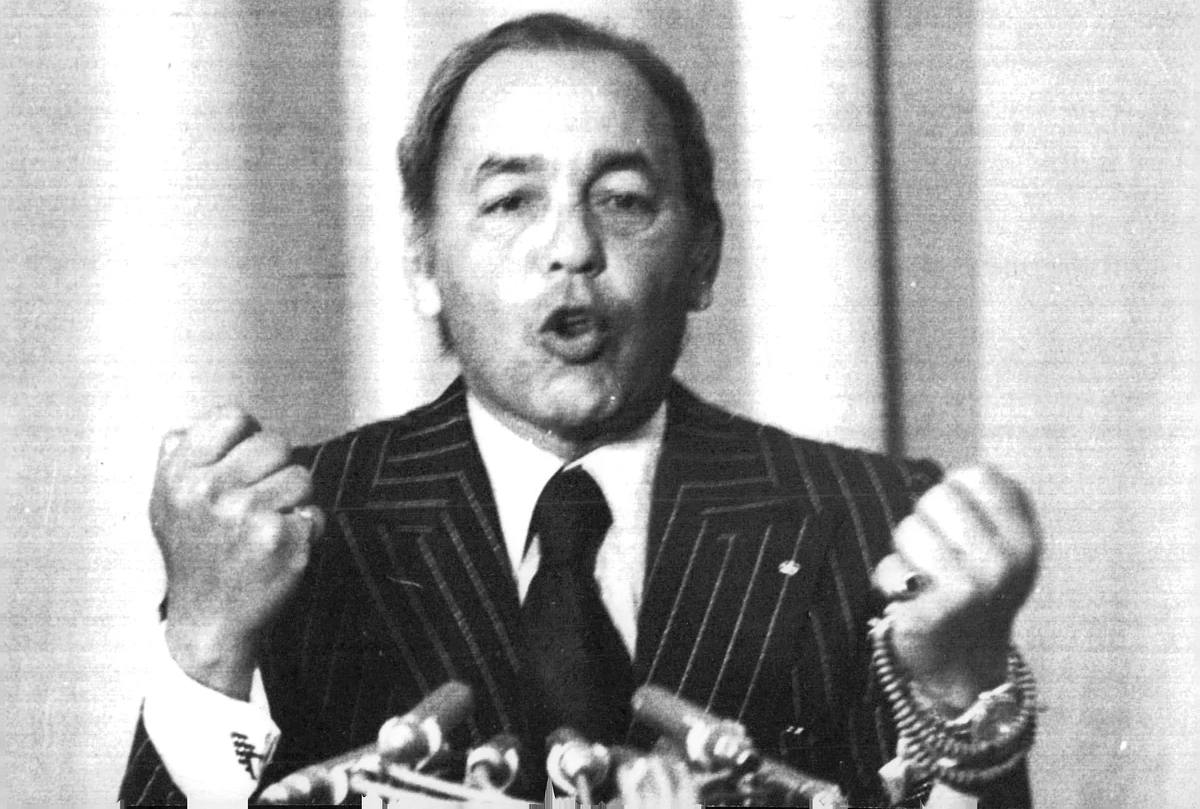
Král Hasan II. během svého druhého projevu k Zelenému pochodu

Mezitím však Maroko dále posilovalo svou přítomnost v Západní Sahaře. V noci z 6. na 7. listopadu bylo 100 000 účastníků přivezeno nákladními auty přes Abattekh na hranici, kterou pak překročili pěšky. Tento druhý pochod postoupil šest kilometrů na území západní Sahary a zřídil druhý stanový tábor severně od vesnice al-Haguníjja. Dne 7. listopadu postoupila třetí skupina přes Zag směrem na Al-Mahbas. Tato třetí skupina obklíčila velkou část španělské armády. Španělsko na to reagovalo zintenzivněním vojenských příprav a nasazením dalších elitních jednotek do oblasti. 8. listopadu sem dorazili výsadkáři a 93. dělostřelecký pluk. Téhož dne dostaly španělské jednotky rozkaz střílet na neozbrojené demonstranty v případě nouze. Téměř současně se v Agádíru setkali španělský ministr Antonio Carro Martinez a marocký král Hasan II. k jednáním, která byla velmi rychle uzavřena. Maroko ustoupilo od svého předchozího požadavku na okamžité postoupení Západní Sahary a souhlasilo se stažením demonstrantů, ale za podmínky obnovení jednání mezi Španělskem, Marokem a Mauritánií, což Španělsko akceptovalo. Marocká vstřícnost byla vysvětlována obtížnou situací, do která se dostalo. Na jedné straně se zintenzivnil mezinárodní tlak, na druhé straně nebylo možné dosáhnout mírového vstupu do Al-´Ajúnu kvůli případnému španělskému vojenskému odporu.
Dne 9. listopadu 1975 promluvil Hasan II. k marockému lidu a demonstrantům v rozhlasovém projevu. K překvapení účastníků pochodu, kteří očekávali pokus o přesun do hlavního města Západní Sahary, král prohlásil, že „jeho politických a symbolických cílů [bylo] dosaženo“ a že o další výsledky by se mělo usilovat jinými způsoby. V důsledku toho se 10. listopadu obrátili zpět a vrátili se do Tarfaje. Poté marocká vláda oznámila, že demonstranti ve svém táboře počkají na další vývoj a, pokud jednání selžou, vrátí se do Západní Sahary.

## Důsledky

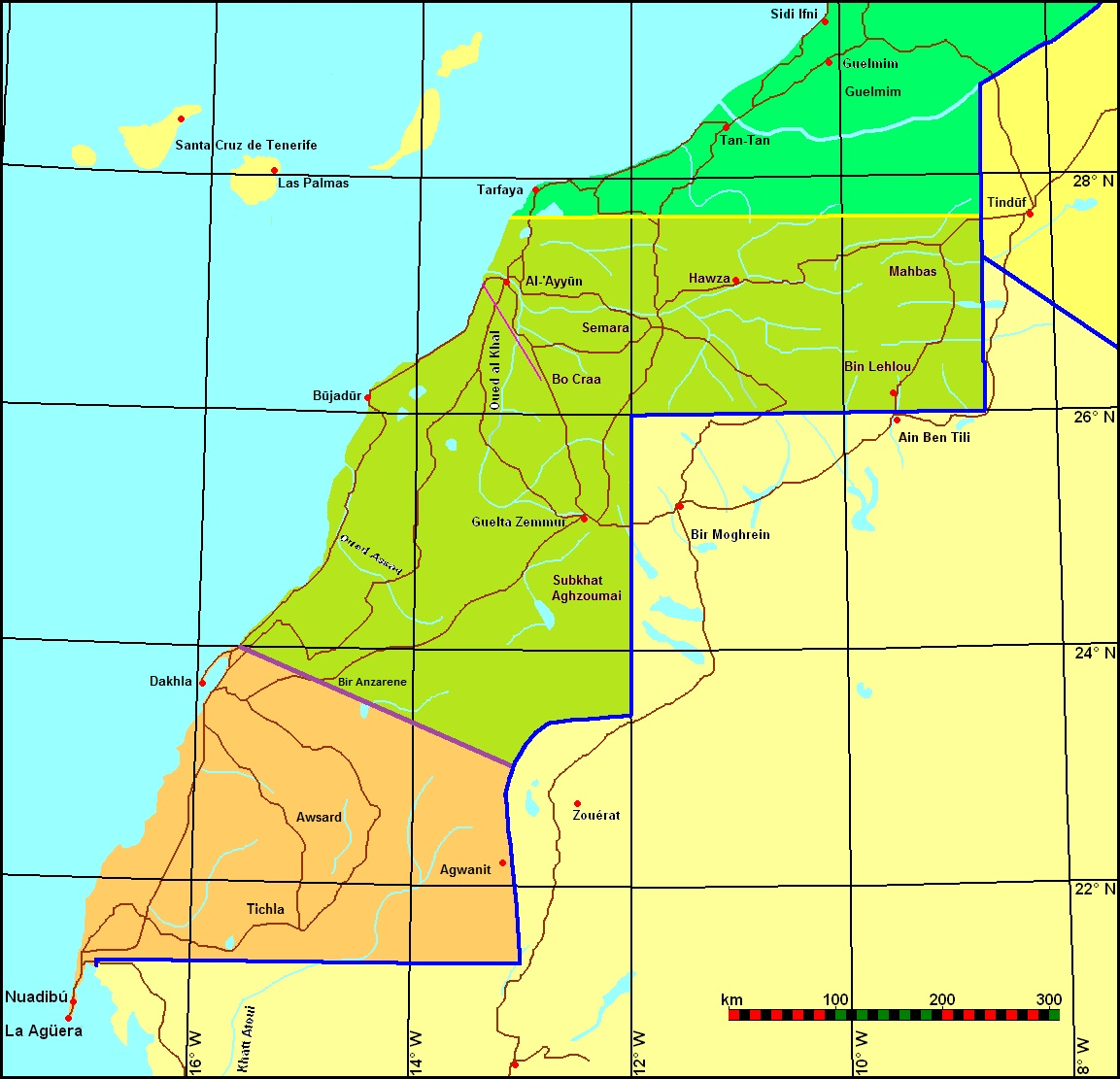
Rozdělení Západní Sahary mezi Maroko a Mauritánii

Dohodnutá jednání se měla konat v Madridu jen o několik dní později. Situaci se ještě pokusilo zvrátit Alžírsko, které se jednoznačně stavělo proti připojení Západní Sahary k Maroku. 10. listopadu intervenovalo u mauritánského prezidenta Moktara Ould Daddaha a na následující schůzce s ním v Becharu se alžírský prezident Houari Boumédiènem pokusil Mauritánii od spolupráce s Marokem neúspěšně odradit. Následně Španělsko vyjednalo a 14. listopadu podepsalo s Marokem a Mauritánií Madridské dohody, které upravily přechod suverenity severních dvou třetin území (Sakia al-Hamra) na Maroko a zbývající jižní třetiny (Dakhla-Oued Ed-Dahab) na Mauritánii do 28. února 1976. Španělský parlament schválil zákon dekolonizaci Španělské Sahary 345 hlasy pro, 4 proti a 4 se zdrželi hlasování. Kmenové shromáždění Jamáa, které bylo vytvořeno během koloniální éry, tuto trojstrannou dohodu jednomyslně odsouhlasilo v Al-´Ajúnu 26. února 1976. V reakci na to vyhlásila fronta Polisario v noci z 27. na 28. února Saharskou arabskou demokratickou republiku.
Valné shromáždění OSN přijalo rezoluce 3458 A a 3458 B, které však nadále vyzývaly k možnosti sebeurčení lidu Západní Sahary. Na základě stanoviska Mezinárodního soudního dvora považuje OSN Západní Saharu za území, kde není dokončen proces dekolonizace a považuje je za neautonomní, což znamená, že její obyvatelstvo dosud nevykonává samosprávu a nemá správní pravomoci a že žádná správa nad ním není legitimní. Neuznává tedy legitimitu faktického převzetí většiny území Marokem, ani legitimitu vyhlášení Saharské arabské demokratické republiky v roce 1976 frontou Polisario. Území de facto ovládá z 80 % Maroko a z 20 % fronta Polisario.
Na památku této události se 6. listopad stal v Maroku státním svátkem. Toto datum má také odraz v místních názvech, např. Casablanca, Avenue du 6 Novembre 1975.
Na oslavu 40. výročí zeleného pochodu se na stadionu šejka Mohameda Laghdafa sešli na slavnostním utkání bývalí světoví hráči fotbalu jako Diego Maradona, Abédi Pelé, George Weah.